# Краставац
Краставац (лат. Cucumis sativus) врста је зељастих биљака из породице бундева (Cucurbitaceae). Користи се у људској исхрани као поврће. Сматра се једногодишњом биљком, постоје три главне врсте краставца — за резање, кисељење и без семена — у оквиру којих је створено неколико сорти. Краставац потиче са подручја од Хималаја до Кине (Јунан, Гуејџоу, Гуангси) и Северног Тајланда, али сада расте на већини континената, а многе различите врсте краставца се узгајају комерцијално и продају на светском тржишту. У Северној Америци, израз дивљи краставац односи се на биљке из родова Echinocystis и Marah, иако ове две нису блиско повезане.

## Опис
Краставац је пузава лоза која се укорењује у земљи и расте на решеткама или другим потпорним оквирима, омотавајући носаче танким, спиралним витицама. Биљка се такође може укоренити у подлози без земље, при чему ће се ширити дуж тла уместо потпорне конструкције. Лоза има крупно лишће које формира крошњу над плодовима.
Плод типичних сорти краставца је отприлике цилиндричан, али издужен са суженим крајевима, и може бити дуг и до 62 cm (24 in) и 10 cm (4 in)  у пречнику.
Плодови краставца се састоје од 95% воде (погледајте табелу исхране). У ботаничком смислу, краставац је класификован као бобица, врста ботаничке бобице са тврдом спољашњом кором и без унутрашњих подела. Међутим, слично као и парадајз и тиквице, често се доживљава, припрема и једе као поврће.

### Цветање и опрашивање
Већина сорти краставца је засејана и захтевају опрашивање. У ту сврху, на хиљаде пчелињих кошница годишње се носи на поља краставаца непосредно пре цветања. Краставци се такође могу опрашити преко бумбара и неколико других врста пчела. Већина краставаца који захтевају опрашивање су самонекомпатибилни, те им је за формирање семена и плода потребан полен друге биљке. Постоје неке самокомпатибилне сорте које су повезане са сортом 'лимуна'. Some self-compatible cultivars exist that are related to the 'Lemon' cultivar.
Неколико сорти краставца су партенокарпне, чији цветови стварају плодове без семена без опрашивања, што погоршава прехрамбени квалитет ових сорти. У Сједињеним Државама, они се обично узгајају у пластеницима, где су пчеле искључене. У Европи се узгајају на отвореном у неким регионима, где су пчеле такође искључене.
Традиционалне сорте дају прво мушке цветове, а затим женске, у приближно еквивалентном броју. Новије гинојемске хибридне сорте дају скоро све женске цветове. Они могу имати пресађену сорту поленизатора, и број кошница по јединици површине је повећан, али промене температуре индукују мушко цвеће чак и на овим биљкама, што може бити довољно за опрашивање.
Године 2009, међународни тим истраживача је објавио да су секвенционирали геном краставца.

## Порекло
Краставац је пореклом из Индије. Пре 5.000 година су га користили древни народи са падина Хималаја. Стари Египћани и Индијанци почели су га гајити пре 4.000 година, Грци око 600. године п. н. е. а Римљани нешто касније.

## Морфолошке особине
Корен краставца је осовински са разгранатим бочним жилама. Коријен краставца је површински а у тло продире најдубље до 30 cm само ретко може и до 50 cm. 
Стабло је полегљиво, може нарасти у дужину и преко 2 метра. На себи има чекињасте длаке и велики број рашљика које му служе за причвршћивање за друге биљке и предмете.
Листови су прости са урезима, налазе се на дугачкој лисној дршци и величина им зависи од сорте. Једноставни су, крупни и длакави, петокрпастог облика. Из пазуха листова развијају се секундарне вреже, а зависно од начина гајења могу се развити и вреже терцијарних и виших редова. 
Цветови су жуте боје, по правилу једнополни. Мушки цветови се образују у пазуху листова, више њих заједно са маљавим дршкама. Женски цветови по један или више њих такође у пазуху листа, са израженим плодником. И мушки и женски листови имају круницу од 5 листића која је код женских цветова крупнија.
Плод је велика сочна бобица која садржи висок проценат воде, а мало угљених хидрата, беланчевина, минералних материја. Од минералних материја најзаступљенији је калијум, а у мањим количинама има фосфора, натријума, мангана, калцијума. Плод има највише Ц витамина и све витамине из групе Б али у мањим количинама. Облик плода може бити: јајаст, вретенаст, округласт, издужен, цилиндричан. Величина плода је различита а тежина се креће од неколико грама до 1 килограм. Површина плодова је глатка или покривена брадавицама са белим или црним бодљастим израштајима. Покожица плода је зелене боје.
Семе је бледожуте боје, издужено, пљоснато, благо испупчено. Има добру клијавост која траје до 8 година.

## Услови успевања
За нормалан раст и развиће потребан је интензитет светлости од 8.000-9.000 лукса, а дужина дана од 10-12 сати. Оптимална температура је од 28-32 °C. Изнад 36 °C престаје асимилација, на 42 °C престаје раст, испод 14 °C образовање органа, испод 7 °C пораст органа, а испод 0,5 °C долази до угинућа биљке. Краставцу је потребно доста влаге и то: влажност ваздуха од 70-90% а влажност земљишта од 65-75%. Најбоље резултате даје на дубоким, плодним и структурним земљиштима. Нису погодни терени који су изложени јаким ветровима.

## Сорте краставца
Сорте краставца се деле по дужини плодова, па зато постоје сорте са дугим, средње дугим и кратким плодовима. Сорте са дугим плодовима се користе за производњу у стакленицима. За индустријску прераду користе се сорте са кратким плодовима(корнишони), а средње дуги плодови (салатне сорте) за потрошњу у свежем стању.

### Сорте кратких плодова: корнишони
- Париски корнишон

Париски корнишон је најраспрострањенија сорта ко нас. Биљке имају дугачке рашљике. Плодови су цилиндрични са крупним брадавицама и црним бодљама, при основи тамнозелени а на врху светлији. Погодни су за конзервирање.
- Парифин

Хибрид (F1) где доминирају женски цветови. Плод има крупне брадавице и црне бодље, чврст је и укусан. Сорта је родна и отпорна на мозаик и краставост.
- Наис F1

Је сорта која има само женске цветове. Отпорна је на неповољне климатске услове и мозаик краставца. Рађа у великим количинама. Плод је вретенасто-цилиндричан, тамнозелене боје. Брадавице су средње величине са црним бодљама.

### Салатне сорте
- Деликатес

Рана и родна сорта. Плодови су ваљкасти, средње дужине са ситним и густо распоређеним брадавицама, а бодље су нежне и беле боје. Имају тамнозелену боју са зракастим шарама на врху. Прилагођен је нашој клими и погодан је за прераду.
- Ева

Личи на Деликатес али има дуже и тање плодове.
- Цариградска ланга

Код нас је распрострањена у јужној Србији. Биљка има мало рашљика, крупне листове и осетљива је на мозаик. Плодови су цилиндрични и глатки, дугачки до 30 центиметара, без бодља са израженим вратом, зелене и светлозелене боје.
- Сунчани поток

Плодови су вретенасто-цилиндрични, дужине до 18 центиметара, тамнозелене боје са крупним брадавицама и белим бодљама.
- Маркетер

Америчка сорта са вретенасто-цилиндричним плодом, дужине до 22 центиметара. Има крупне брадавице, беле бодље и тамнозелену боју.
- Супермаркетер

Сорта са тамнозеленим плодовима, отпорна на мозаик, краставост и племењачу.
- Гемини F1

Женски тип отпоран на антракнозу, мозаик, краставост. Даје високе приносе. Плод је тамнозелен у облику цилиндра са ретким и крупним брадавицама.
- Белер F1

Хибрид женског типа. Плод је цилиндричан, тамнозелене боје.

## Болести и штеточине краставца
- Антракноза

Ова болест се јавља када је време топло и влажно. Болест изазива гљивица Colletotrichum lagenarium. Напада краставац у свим фазама развића. На листовима се појављује у виду жутих пега на којима се по влажном времену јавља љубичаста превлака. На плодовима, стаблима и лисним дршкама образују се црвене пеге у виду красте која касније поцрни. Преноси се преко заражених биљних остатака и семеном, а напада старија биљна ткива. Сузбија се агротехничким мерама и хемијским средствима, а биљне остатке нападнутог усева треба спалити.
- Краставост

Јавља се на краставцу у топлим лејама. На плодовима се испољава у виду тамних улегнутих пега које личе на красте.
- Пепелница

Пепелница може напасти краставац где год да се гаји. Лишће изгледа као да је посуто пепелом. Сузбија се прскањем усева катраном.
- Бактериоза

Болест изазива бактерија Pseudomonas lachrymans. Јавља се када су лета влажна и топла. На листу се појављују пеге неправилног облика које су оивичене нерватуром листа. Пеге временом потамне а ткиво се на том делу суши и отпада. На плодовима се јављају у виду ситних улегнутих краста.
- Мозаик краставца

Мозаик је вирус који се преноси преко заражених коровских биљака с којих га биљне ваши разносе. Биљке су закржљале а на листовима се јавља мозаична шара. Плодови су мозаично шарени, рапави и лошег квалитета.

## Лековито дејство
Краставац је ефикасан код лечења камена у бубрегу и бешици јер раствара мокраћну киселину и подстиче излучивање воде и отровних материја из организма. Снижава крвни притисак и лечи реуму. Регулише рад црева.

## Галерија
- Индијски жути краставац у карију са црвеним чили пудером, Виџајавада
- Скандинавски краставац исецкан на комадиће
- Индијски жути краставац
- Лимун краставац
- 'Досакаи' је округли, жути краставац на пијаци у Гунтуру, Индија
- Рендани краставац
- Јело са сецканим краставцима
- Цвет краставца
- Cucumis sativus 'Gele Tros' у пољима
- Кришке краставца као украс